# Miquel Maresma
 (juillet 2023).
Miquel Maresma et Matas (Arenys de Mar, 20 février 1953), est un médecin et sexologue catalan qui exerce la pratique clinique à Arenys de Mar (Maresme). C'est l'actuel président de la Société Catalane de Sexologie, et en fut président entre  1997 et 2006.

## Biographie
Diplômé en Médecine et Chirurgie à l'Université de Barcelone et Diplômé en Sexologie à la Faculté de Médecine de l'Université de Marseille. Plus tard obtint le Diplôme Interuniversitaire de Sexologie Clinique de la République Française. Miquel Maresma fut président de la Société Catalane de Sexologie, entre 1996 et 2007, en prenant le relais de Noemí Barja et Martínez, donant pourtant des lectures jusqu'au 2009. Le cours 2016-2017, en revint le président après les élections du 2016. Parallèlement fut membre fondateur  de la Section Collégial de Médecins de Sexologie  Médicale, du Collège Officiel de Médecins de Barcelone, où il en occupe le charge de secrétaire de la Junte.
Comme correspondant international de la Société Catalane de Sexologie est membre titulaire d'AIUS, Association post-Interuniversitaire de Sexologie, société européenne avec base dans la République Française. Il est Membre Correspondant International de la revue Sexologies, revue européenne de sexologie bilingue français-anglais.

## Papiers e colloques
Le mois d'avril de 2013 présenta une "papier" aux "Assises Françaises de Sexologie organisées pour la Fédération Française de Sexologie" qu'ont eu lieu à Perpignan. Collabore à Radio Arenys, à la section de sexologie du programme Tout à l'heure. A collaboré avec Vilaweb: Une ‘viagra’ féminine que n'est pas du ‘viagra’ et avec TV3: "Le souhait sexuel des femmes",. Dans le cadre de la diffusion de la culture occitane, comme membre de l'Institut d'Études Occitans, il a organisé plusieurs colloques et assises sur ce thème,.